# 관문동 (대구)
관문동(關門洞)은 대구광역시 북구의 행정동이다. 산하 법정동으로는 금호동, 노곡동, 매천동, 사수동, 팔달동으로 구성되어 있다.
매천동 대구농수산물도매시장 관리동에 본소가 있으며, 노곡동과 사수동에 행정분소가 있다.

## 아파트
| 단지명                  | 건설사            | 시행사                                              | 주소                 | 주소   | 입주        | 비고                                 |
| ----------------------- | ----------------- | --------------------------------------------------- | -------------------- | ------ | ----------- | ------------------------------------ |
| 대백인터빌              | 대백종합건설㈜    | ㈜유건                                              | 북구 작원길 25       | 팔달동 | 2002년 8월  |                                      |
| 두산위브 2001           | ㈜청구            | 두산건설                                            | 북구 매천로2길 19    | 팔달동 | 1999년 2월  |                                      |
| 청구 장미마을           | ㈜청구            | ㈜청구                                              | 북구 칠곡중앙대로 45 | 매천동 | 1996년 10월 |                                      |
| 매천 화성파크드림       | 화성산업          | ㈜화성개발                                          | 북구 매전로4길 9     | 매천동 | 2010년 11월 |                                      |
| 한신더휴 이스턴 팰리스  | 한신공영          | 국제자산신탁㈜                                      | 북구 매전로4길 31    | 매천동 | 2019년 4월  |                                      |
| 한신더휴 웨스턴 팰리스  | 한신공영          | 국제자산신탁㈜                                      | 북구 매전로4길 32    | 매천동 | 2019년 4월  |                                      |
| 매천 센트럴파크         | 화성산업 신성건설 | 대한주택공사                                        | 북구 매전로4길 9     | 매천동 | 2008년 1월  | '매천휴먼시아 2단지'에서 단지명 변경 |
| 브라운스톤 대구금호     | 이수건설          | 한국토지주택공사                                    | 북구 내곡로 89       | 사수동 | 2015년 6월  |                                      |
| e편한세상 대구금호      | ㈜삼호            | 한국토지주택공사                                    | 북구 내곡로 49       | 사수동 | 2017년 6월  |                                      |
| 금호 LH 천년나무 1단지  | 계룡건설산업      | 한국토지주택공사                                    | 북구 한강로 55       | 사수동 | 2014년 9월  | 국민임대                             |
| 금호 LH 천년나무 5단지  | 계룡건설산업      | 한국토지주택공사                                    | 북구 내곡로 69       | 사수동 | 2016년 12월 | 국민임대                             |
| 금호 LH 천년나무 8단지  | ㈜태평양개발      | 한국토지주택공사                                    | 북구 내곡로 15       | 사수동 | 2016년 4월  | 국민임대                             |
| 금호 스타힐스 NHF 6단지 | 서희건설          | ㈜엔에이치에프제6호공공임대                         | 북구 내곡로 70       | 사수동 | 2018년 8월  | 국민임대                             |
| 서희 스타힐스테이       | 서희건설          | ㈜서희케이비스타힐스테이제1호위탁관리부동산투자회사 | 북구 내곡로 90       | 사수동 | 2019년 4월  |                                      |
| 금호 서한이다음         | ㈜서한            | ㈜서한                                              | 북구 한강로 17       | 사수동 | 2016년 7월  |                                      |

## 교육
- 대구관문초등학교
- 대구매천초등학교
- 대구사수초등학교
- 대구삼영초등학교
- 대구팔달초등학교
- 사수중학교
- 팔달중학교

## 교통
- 매천시장역
- 팔달역